# Hugo Raudsepp
Hugo Raudsepp (n. 10 iulie 1883, Laiuse⁠(d), Regiunea Jõgeva, Estonia – d. 15 septembrie 1952, Ozerlag⁠(d), RSFS Rusă, URSS) a fost un dramaturg, jurnalist, critic literar și politician eston. În 1951 a fost deportat în regiunea Irkutsk de către autoritățile sovietice, unde a murit.

## Viață
Victor Paul Hugo Raudsepp s-a născut ca fiul unui distilator din Vaimastvere din comitatul Jõgeva. A studiat mai întâi la școlile locale din sat și parohie, apoi la școala din Tartu  până în 1900. Ulterior, a lucrat ca funcționar într-o mică afacere cu amănuntul din parohia Rakke. După 1907, a lucrat ca jurnalist, critic literar și cronicar la diferite ziare. Între anii 1917 și 1920, a fost activ din punct de vedere politic, când a avut funcția de viceprimar al orașului Viljandi și a activat în secretariatul Adunării Constituante din Estonia. Ulterior, implicarea sa în politică a scăzut. Din 1920 până în 1924, Raudsepp a fost critic literar al ziarului Vaba Maa. În 1924, s-a îmbolnăvit de tuberculoză, a durat un an ca sa să recupereze. A lucrat ca scriitor independent în Elva și în Tartu din 1936. După sfârșitul celui de-al doilea război mondial, Raudsepp a locuit în Tallinn. În perioada în care a scris, a devenit unul dintre cei mai importanți scriitori de piese de teatru de comedie și dramatice din Estonia.
În 1950 Raudsepp și-a pierdut statutul social, politic și juridic și a fost deportat în 1951 după ce a fost arestat de regimul de ocupație sovietic. Apoi a fost condamnat la zece ani de exil în Siberia la muncă grea. În septembrie 1952, Hugo Raudsepp a murit în timpul construcției căii ferate Baikal-Amur.

## Operă literară
Hugo Raudsepp a debutat după primul război mondial, cu antologia sa de ficțiune scurtă Sidemed ja sõlmed (Cravate și noduri) care a fost publicată în 1919. Cu toate acestea, el a fost cunoscut cel mai mult în Estonia pentru cele douăzeci de piese de teatru ale sale, care au fost printre cele mai populare din perioada sa. A scris deseori sub pseudonimul Milli Mallikas. Ca dramaturg, Raudsepp a debutat cu piesa Demobiliseeritud perekonnaisa (Tatăl demobilizat) în 1923. Piesele sale sunt în mare parte comedii, cu abordări criptice și satirice ale problemelor politice ale zilei. Celebritatea sa în teatru a venit odată cu piesa Mikumärdi din 1929, o parodie socială care a expus necruțător ambițiile și înfumurarea falsă prin personajul fermierului Mikumärdi, prin oaspeți de vară romantici și aventuroși și printr-un vânzător din oraș. De asemenea, a avut succes în Finlanda și Letonia. Următoarea sa dramă Vedelvorst (Tâmpitul, 1932) a fost, de asemenea, foarte populară. Hugo Raudsepp a publicat romanul Viimne eurooplane (Ultimul european) în 1941.

## Lucrări
| - Sidemed ja sõlmed (povestiri, 1919) - Imbi (roman, 1920) - Kirju rida (povestiri, 1921) - Vested (vol. I-II, 1921 și 1924) - Euroopa uuemast kirjandusest (Literatură, 1921) - Ekspressionism (Literatură, 1922) - Lääne-Euroopa sentimentalism ja haletundeline vool Eesti kirjanduses (Literatură, 1923) - Demobiliseeritud perekonnaisa (drama, 1923) - Ameerika Kristus (drama, 1926) - Kikerpilli linnapead (drama, 1926) - Ristteed (culegere de povestiri, 1926) - Sinimandria (drama, 1927) - Kohtumõistja Simson (drama, 1927) - Siinai tähistel (drama, 1928) - Püha Miikaeli selja taga (drama, 1928) - Mikumärdi (drama, 1929) - Mait Metsanurk ja tema aeg (eseu-monografie, 1929) - Põrunud aru õnnistus (drama, 1931) | - Vedelvorst (Drama, 1932) - Salongis ja kongis (Drama, 1933) - Isand Maikello sisustab oma raamatukappi (Drama, 1934) - Roosad prillid (Drama, 1934) - Jumala veskid (povestiri, 1936) - Lipud tormis (Drama, 1937) - Mees, kelle käes on trumbid (Drama, 1938) - Roheline Tarabella (Drama, 1938) - Mustahamba (Drama, 1939) - Kompromiss (Drama, 1940) - Viimne eurooplane (roman, 1941) - Kivisse raiutud (culegere de povestiri, 1942) - Rotid (Drama, 1946) - Tagatipu Tiisenoosen (Drama, 1946) - Minu esimesed kodud. Mälestused I (memorii, 1947) - Tillereinu peremehed (Drama, 1948) - Küpsuseksam (Drama, 1949) - Lasteaed (Drama, 1949) - Vaheliku vapustused (drama, publicată postum în 2003) |

## Ecranizări
Piesa sa de teatru Vedelvorst a fost adaptată ca episodul Vetelys (1970) al serialului de televiziune Teatterituokio. Piesa de teatru Mikumärdi a fost ecranizată de regizoarea Sirppa Sivori-Asp ca un film de televiziune de comedie, Mikumärdissä on kesä, în 1964.